# Bob Weltlich
Bob Weltlich, (nacido el 6 de noviembre de 1944 en Estados Unidos) es un exentrenador de baloncesto estadounidense. Ejerció como entrenador en la NCAA, y llegó a ser seleccionador de Estados Unidos, consiguiendo la medalla de plata en el mundial de Colombia 1982.

## Trayectoria
- Academia Militar de los Estados Unidos (1967-1971), (asist.)
- Universidad de Indiana (1971-1976), (asist.)
- Universidad de Misisipi  (1976-1982)
- Universidad de Texas (1982-1988 )
- Universidad Internacional de Florida  (1990-1995)
- Universidad del sur de Alabama (1997-2002)